# Feketecsápú dögbogár
A feketecsápú dögbogár vagy feketecsápú temetőbogár (Nicrophorus vespilloides) a rovarok (Insecta) osztályának bogarak (Coleoptera) rendjébe, ezen belül a dögbogárfélék (Silphidae) családjába tartozó faj.

## Előfordulása
A feketecsápú temetőbogár Európában és Ázsiában gyakori.

## Megjelenése
A feketecsápú temetőbogár 1-2 centiméter hosszú. Közép-Európában a nemnek nyolc faja fordul elő. A két leggyakoribb, a feketecsápú temetőbogár és a közönséges temetőbogár (Necrophorus vespillo), a két faj csak kevéssé tér el egymástól. A feketecsápú temetőbogárnál az előtor háta sima és szőrtelen.

## Életmódja
A feketecsápú temetőbogár kertek, parkok és elegyes lomberdők lakója. Tápláléka dögök.

## Szaporodása
A nőstény petéit apró emlősök, madarak hullájába helyezi, és elföldeli.